# Crkva sv. Tome iznad Nasela
Crkva sv. Tome nalazi se u zaselku Naselima, zapadno od Selaca prema Gornjem Humcu.

## Opis
Crkva sv. Tome je jednobrodna predromanička crkva s četvrtastom apsidom. Ubraja se u najmanje sakralne građevine na Braču. Građena je priklesanim kamenom i pokrivena kamenom pločom. U unutrašnjosti je presvođena bačvastim svodom, a bočni zidovi su raščlanjeni slijepim arkadama. Na pročelju je prerađen ulaz te postavljen recentan kameni okvir, a na vrhu učelka je kamena preslica za zvono.

## Zaštita
Pod oznakom Z-5883 zavedena je kao nepokretno kulturno dobro - pojedinačno, pravna statusa zaštićena kulturnog dobra.